# ژوزه بلترائو
ژوزه بلترائو (پرتغالی: José Beltrão؛ ۲۷ نوامبر ۱۹۰۵ – ۱۹۴۸) سوارکار اهل پرتغال بود.
وی در مسابقات کشوری و بین‌المللی در مجموع برندهٔ ۱ مدال برنز شده‌است.